# Wim Verleysen
William Ivo (Wim) Verleysen (Erembodegem, 24 augustus 1920 - Gent, 20 februari 2000) was een Belgisch politicus.

## Levensloop
In zijn jonge jaren was hij lid en gouwleider van de KAJ(Katholieke Arbeiders Jeugd) en was hij sterk onder de indruk van de persoonlijkheid van de stichter Jozef Cardijn. Na een korte beroepsactiviteit bij de NMBS koos hij voor de Christelijke Arbeidersbeweging en werd hij secretaris van het ACW in Aalst.
Van 1947 tot 1951 was Verleysen voor de CVP gemeenteraadslid van Erembodegem. Vervolgens was hij van 1953 tot 1959 gemeenteraadslid van Aalst, waar hij van januari tot september 1959 schepen van Sociale Zaken, Volksgezondheid, Gezin en Sport. Ook was hij van 1953 tot 1971 provincieraadslid van Oost-Vlaanderen. Van 1959 tot 1971 was hij gedeputeerde van de provincie.
Van 1971 tot 1980 zetelde Verleysen in de Senaat als rechtstreeks gekozen senator voor het arrondissement Oudenaarde-Aalst. In de periode december 1971-oktober 1980 zetelde hij als gevolg van het toen bestaande dubbelmandaat ook in de Cultuurraad voor de Nederlandse Cultuurgemeenschap, die op 7 december 1971 werd geïnstalleerd. Vanaf eind juni 1979 maakte hij als secretaris deel uit van het Bureau (dagelijks bestuur) van de Cultuurraad. Vanaf 21 oktober 1980 tot aan zijn ontslag begin december 1980 om gezondheidsredenen was hij tevens korte tijd lid van de Vlaamse Raad, de opvolger van de Cultuurraad en de voorloper van het huidige Vlaams Parlement. Ook in het Bureau van de Vlaamse Raad had hij als secretaris zitting gedurende die enkele weken. Tevens was hij van 1977 tot 1980 lid van de Assemblee van de West-Europese Unie en plaatsvervangend lid van de Parlementaire Vergadering van de Raad van Europa.